# تفجير كلية الشرطة بصنعاء (2015)
 تفجير كلية الشرطة بصنعاء  هي عملية إرهابية بسيارة مفخخة استهدفت كلية الشرطة بالعاصمة اليمنية صنعاء في 7 يناير 2015.

## العملية
في تمام الساعة 6:55 صباحاً، سُمع دوي انفجار هز صنعاء في 7 يناير 2015 وكان قد تم الإعلان عن تفكيك سيارة مفخخة في نفس المكان قبل وقوع الحادث بيومين. وسُمع دوي إطلاق النار من الأحياء القريبة من الكلية في ساعات الفجر الأولى يوم الحادث. قُتل 35 طالباً وجرح 68، وكان القتلى والجرحى يرغبون بتقديم أوراق قبولهم في الكلية.

## ردود الأفعال
- الحكومة اليمنية :[3]

- الأمم المتحدة :[4]

- جمال بنعمر :[5]

- الولايات المتحدة :[6]

- سفارة الولايات المتحدة في صنعاء :[7]

- الاتحاد الأوروبي :[8]

- المملكة المتحدة :[9]

- تركيا :[10]

- جامعة الدول العربية :[11]